# Peter Wapnewski
Hans Peter Wapnewski (* 7. September 1922 in Kiel; † 21. Dezember 2012 in Berlin) war ein deutscher Germanistischer Mediävist. Er lehrte an den Universitäten Heidelberg, FU Berlin, Karlsruhe sowie TU Berlin und war Gründungsrektor des Wissenschaftskollegs zu Berlin.

## Leben und Werk
Peter Wapnewski wurde 1922 in Kiel geboren, der Vater war Marineoffizier, die Mutter Schauspielerin. Ab 1933 besuchte er das dortige humanistische „Staatliche Gymnasium“, wo er im März 1941 das Abitur bestand. Anschließend absolvierte er den Reichsarbeitsdienst und meldete sich „kriegsfreiwillig“. Seine Rekrutenausbildung absolvierte Wapnewski in Sagan und wurde im Juni 1942 in eine Panzerdivision der Heeresgruppe Süd an die Ostfront verlegt. Mit einer schweren Verwundung kam er im Herbst 1942 in ein Berliner Reservelazarett.
Der Rekonvaleszent immatrikulierte sich im Mai 1943 an der Friedrich-Wilhelms-Universität und besuchte Vorlesungen und Seminare an der Philosophischen Fakultät unter anderen bei Eduard Spranger und Nicolai Hartmann, in Kunstgeschichte bei Wilhelm Pinder sowie in Germanistik bei Friedrich Ohly und Ulrich Pretzel, seinem späteren Doktorvater, der ihn für die Mediävistik begeisterte. Im Januar 1944 wurde Wapnewski beim Gericht der Wehrmachtskommandantur Berlin wegen „Zersetzung der Wehrkraft“ angeklagt. Danach studierte er semesterweise in Freiburg im Breisgau (Sommer 1944; u. a. bei Martin Heidegger, Friedrich Maurer) und in Jena (Winter 1944/45), wo er das Kriegsende erlebte. Wapnewski setzte sein Studium 1946 an der Universität Hamburg fort und promovierte 1949 bei Ulrich Pretzel und Hans Pyritz mit einer Schrift über die Übersetzungen mittelhochdeutscher Lyrik im 19. und 20. Jahrhundert.
Er habilitierte sich 1954 an der Ruprecht-Karls-Universität Heidelberg mit einer Arbeit über Wolframs Parzival. Als Privatdozent vertrat er 1956–58 den Lehrstuhl für Ältere deutsche Philologie in Tübingen und übernahm im Wintersemester 1958/59 eine Gastprofessur an der Harvard University. Einen Ruf als Ordinarius nach Harvard lehnte er jedoch ab, stattdessen übernahm er 1959 den Lehrstuhl für Mediävistik in Heidelberg. Ab 1966 war er Professor an der FU Berlin. 1969 ging er nach Studentenprotesten gegen ihn an die Universität Karlsruhe. Seit 1982 hatte er auf Einladung von Peter Glotz eine Professur an der TU Berlin inne. Von 1980 bis 1986 war er Gründungsrektor des Wissenschaftskollegs zu Berlin. Im Jahr 1990 wurde Peter Wapnewski emeritiert. 
Ab 1970 war er Mitglied des deutschen PEN-Zentrums (Bundesrepublik), ab 1982 der Medieval Academy of America und ab 1986 Mitglied der Deutschen Akademie für Sprache und Dichtung in Darmstadt.

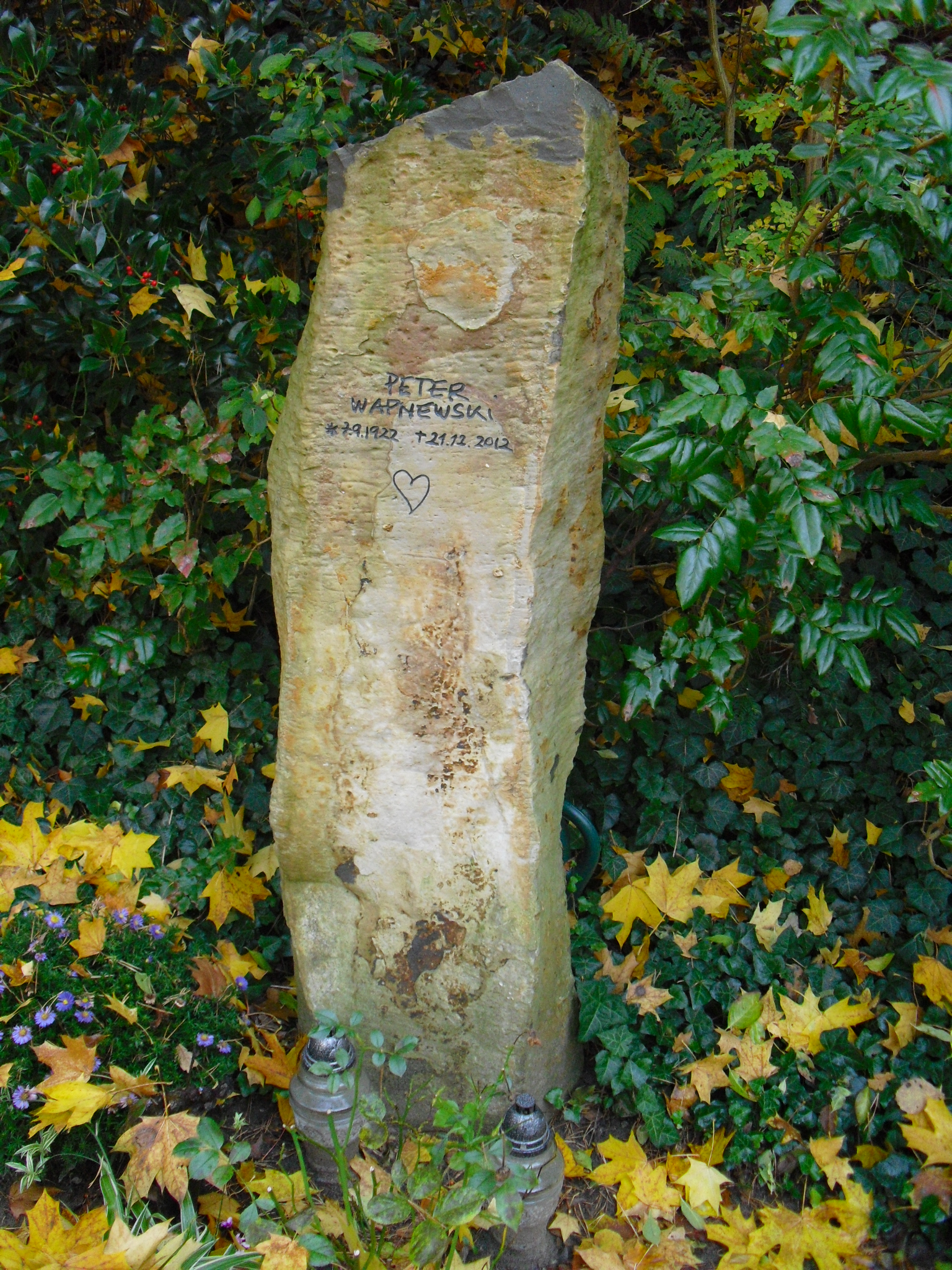
Grab von Peter Wapnewski auf dem Friedhof Heerstraße in Berlin-Westend

Durch das von Christoph König herausgegebene Internationale Germanistenlexikon 1800–1950 wurde 2003 bekannt, dass Wapnewski ab 1940 in der Mitgliederkartei der NSDAP geführt wurde. Für die Aushändigung der Mitgliedskarte, die nach Satzung der Partei konstitutiv für die Mitgliedschaft wäre, bestehen allerdings keine Anhaltspunkte. Wapnewski gab im November 2003 in der Zeit an, er sei von seinem damaligen HJ-Scharführer vermutlich 1938/1939 zum Eintritt in die NSDAP gedrängt worden. Da er jedoch nie eine Mitgliedskarte erhalten habe, sei er sich seiner tatsächlichen Mitgliedschaft nicht bewusst gewesen.
In zweiter Ehe war Wapnewski seit 1971 mit Monica Wapnewski verheiratet.
Peter Wapnewski starb am 21. Dezember 2012 im Alter von 90 Jahren in Berlin. Bei der Trauerfeier, die am 25. Januar 2013 in der Kapelle des landeseigenen Friedhofs Heerstraße in Berlin-Westend stattfand, wurden gemäß einem Wunsch des Verstorbenen keine Gedenkreden gehalten, sondern nur literarische Texte vorgelesen, so unter anderen von Nike Wagner, Peter Stoltzenberg und Wolf Lepenies. Anschließend erfolgte die Beisetzung auf dem Friedhof. Am Ort der letzten Ruhestätte von Peter Wapnewski hatte sich zuvor das Grab des Dirigenten und Komponisten Leo Blech und seiner Gattin Martha befunden (Grablage: 20-Wald-1e).
Sein Hauptarbeitsgebiet war die Deutsche Literatur des Mittelalters sowie des 19. und des 20. Jahrhunderts. Darüber hinaus veröffentlichte er Schriften vor allem zu Richard Wagner sowie zu Themen der Hochschulpolitik und Kulturpolitik. Einzigartig sind Wapnewskis „Lesungen“ alter Texte wie Nibelungenlied, Parzival oder Tristan, bei denen er nicht nur verschiedene Fassungen gegenüberstellte (meist eine möglichst ursprüngliche und eine heutzutage verständlichere), sondern auch historische Kommentare lieferte.

## Schüler
Zu Wapnewskis akademischen Schülern zählen unter anderem Helmut Brackert, Dieter Kartschoke, Thomas Cramer und Erika Kartschoke, geborene Schmiedbauer, während seiner Zeit an der Universität Heidelberg, sowie Bernd Thum, Rüdiger Krohn, Horst Wenzel, Edith Wenzel, geborene Hermann, und Jutta Stehling während seiner Zeit an der Universität Karlsruhe und schließlich Karina Kellermann während seiner Zeit an der TU Berlin.

## Ehrungen
- 1986: Großes Verdienstkreuz der Bundesrepublik Deutschland
- 1992: Stern zum Großen Verdienstkreuz der Bundesrepublik Deutschland
- 1996: Sigmund-Freud-Preis für wissenschaftliche Prosa
- 1999: Rahel-Varnhagen-von-Ense-Medaille der Stadt Berlin
- 2002: Ehrendoktor der Universität Heidelberg
- 2002: Ehrenmitglied der Technischen Universität Berlin
- 2003: Ernst-Reuter-Plakette des Landes Berlin
- 2004: Ehrendoktorwürde der Universität Freiburg
- 2008: Helmholtz-Medaille[8]

## Publikationen (Auswahl)
Schriften
- Wolframs Parzival. Studien zu Religiosität und Form (Heidelberg 1955)
- Deutsche Literatur des Mittelalters (1960)
- Hartmann von Aue (1962); 7. Auflage. Stuttgart 1979 (= Sammlung Metzler, 17)
- Die Lyrik Wolframs von Eschenbach (1972)
- Walther von der Vogelweide, Gedichte (Frankfurt am Main 1974)
- Was ist minne. Studien zur mittelhochdeutschen Lyrik (1975)
- Richard Wagner. Die Szene und ihr Meister (1978)
- Der traurige Gott. Richard Wagner in seinen Helden (1978)
- Zumutungen. Essays zur Literatur des 20. Jahrhunderts (1979)
- Tristan, der Held Richard Wagners. Berlin Verlag, Berlin 2001, ISBN 3-8270-0384-9.
- Liebestod und Götternot. Zum „Tristan“ und zum „Ring des Nibelungen“. Berlin 1988, ISBN 3-88680-277-9.
- Karlrobert Kreiten – Ich und wir. In: Friedrich Lambart (Hrsg.): Tod eines Pianisten: Karlrobert Kreiten und der Fall Werner Höfer. Hentrich, Berlin 1988, ISBN 3-926175-48-6.
- Weisst du wie das wird ….? Richard Wagner „Der Ring des Nibelungen“; erzählt, erläutert und kommentiert. Piper, München 1995, Späterer (1988) Titel Der Ring des Nibelungen, ISBN 3-492-03510-8.

Autobiografie
- Mit dem anderen Auge. Erinnerungen 1922–1959. Berlin Verlag, Berlin 2005, ISBN 3-8270-0380-6.
- Mit dem anderen Auge. Erinnerungen 1959–2000. Berlin Verlag, Berlin 2006, ISBN 3-8270-0657-0.
  - Vollständig vom Autor überarbeitet und mit einem neuen Vorwort versehen: Zeitraum: 1922 bis 2000, Berliner Taschenbuch Verlag, Berlin 2007, ISBN 978-3-8333-0478-1.

Hörbücher
- Der Parzival des Wolfram von Eschenbach. Gelesen und kommentiert von Peter Wapnewski. 8 Audio-CDs. Der Hör Verlag DHV; Auflage: Gekürzte Lesung. (Januar 1995); ISBN 3-89584-393-8.
- Also sprach Zarathustra. Gelesen und kommentiert von Peter Wapnewski. 6 Kassetten Lesung. Der Hörverlag, 2000, ISBN 978-3-89584-820-9.
- Nibelungenlied. Gelesen und kommentiert von Peter Wapnewski. 8 CD Lesung. Der Hörverlag, 2006, ISBN 978-3-89940-916-1.

Als Herausgeber
- Walther von der Vogelweide, Gedichte (1962).
- Mittelhochdeutsche Texte (1973, mit R. Krohn).
- Mittelalter-Rezeption (1986).
- Richard-Wagner-Handbuch (1986, mit Ulrich Müller).
- Betrifft Literatur. Über Marcel Reich-Ranicki (1990).